# Plutonium-Affäre
Bei der Plutonium-Affäre handelt es sich um die Hintergründe des vom Bundesnachrichtendienst (BND) veranlassten illegalen Transports von über 360 Gramm Plutonium mit einem Linienflug der Lufthansa von Moskau nach München im Jahr 1994 im Vorfeld der bayrischen Landtagswahl.

## Plutoniumschmuggel
Im August 1994 wurden der Kolumbianer Justiniano Torres Benítez und die beiden Spanier Julio Oroz Eguia und Javier Bengoechea Arratibel von der bayerischen Polizei am Flughafen München bzw. in einem Münchner Hotelzimmer festgenommen. Der am 10. August 1994 mit einer Boeing 737 der Lufthansa aus Moskau kommende Torres Benítez führte im Gepäck 363,4 Gramm radioaktives Plutonium mit sich, das aber nur 87 % Plutonium-239 enthielt und damit nicht als waffenfähig galt. Weiterhin wurden bei ihm über 400 Gramm des zum Bau von Wasserstoffbomben notwendigen Lithium-6 gefunden.
Torres Benítez, Oroz Eguia und Bengoechea Arratibel wurden daraufhin wegen Verstoßes gegen das Kriegswaffenkontrollgesetz angeklagt. Während BND-Präsident Konrad Porzner noch kurz vor Prozessbeginn im April 1995 dementierte, den Plutoniumschmuggel initiiert zu haben, enthüllte das Nachrichtenmagazin Der Spiegel im gleichen Monat den Bundesnachrichtendienst als Auftraggeber. Der BND beabsichtigte im Rahmen der Operation Hades den Nachweis zu führen, dass weltweit mit zum Bau von Atomwaffen geeignetem Plutonium Handel getrieben wurde. Hauptkritikpunkt am Vorgehen des BND war, dass durch die Operation ohne zwingenden Grund ein Scheingeschäft provoziert wurde, in dessen Verlauf echtes Plutonium unter Außerachtlassung aller Sicherheitsvorkehrungen ins Land geschmuggelt wurde.

## Untersuchungsausschuss
Die Affäre zog als Konsequenz einen Untersuchungsausschuss des Bundestages im Mai 1995 nach sich. Dort berichtete der spanische BND-V-Mann Rafael Ferreras Fernandez (genannt „Rafa“), das Bindeglied zu den Zwischenhändlern und dem BND-Residenten und BKA-Mitarbeiter Peter Fischer-Hollweg in Madrid, dass mit Wissen des BND am 10. August 1994 Plutonium von Moskau nach München geschmuggelt wurde, um dort auf dem Flughafen einen politisch nutzbaren Fahndungserfolg vor den Wahlen in Bayern und der Bundestagswahl zu inszenieren. Zusätzlich gab Ferreras Fernandez an, vor den Gerichtsverhandlungen in München durch BND-Mitarbeiter gedrängt worden zu sein, dort die Unwahrheit zu sagen. So habe er um das Leben von Frau und Kind fürchten müssen.
Im Juli 1998 kam der Ausschuss zu dem Ergebnis, dass „der BND weder in München noch in seiner Residentur in Madrid diesen Plutoniumfall eingefädelt [habe]. Ferner habe der BND das Bundeskanzleramt sach- und zeitgerecht informiert. Dieses habe dann seine Rechts- und Fachaufsicht ordnungsgemäß ausgeübt. Es habe keine rechtswidrige Einflussnahme aus dem Bereich des Kanzleramts auf Entscheidungen der an diesem Fall beteiligten Behörden gegeben.“ Weiterhin hätte die „bayerische Polizei mit der Münchner Staatsanwaltschaft das behördliche Handeln bestimmt.“ Die Herkunft des Plutoniums konnte nicht geklärt werden; es wurde einzig festgestellt, dass es nicht aus Westeuropa stamme. Im Februar 1996 war vom Focus noch berichtet worden, dass das Material aus Obninsk stammen würde.

## Verurteilung
Torres Benítez, Oroz Eguia und Bengoechea Arratibel wurden im Juli 1995 zu Freiheitsstrafen zwischen drei und fünf Jahren verurteilt. Nach Feststellung des Landgerichtes München habe es sich um „eine klassische polizeiliche Tatprovokation“ des bayerischen Landeskriminalamts gehandelt.